# Biston inouei
Biston inouei es una especie de polilla de la familia Geometridae. La especie fue descrita por primera vez por John Ernest Holloway en 1994 con distribución en los bosques montañosos de Borneo. El holotipo de la especie fue descrita en el parque nacional de Gunung Mulu a una altitud de 1618 metros (5308,4 pies) sobre el nivel del mar.

## Descripción
Es una polilla grande con una envergadura de 35 a 37 milímetros (1,4 a 1,5 plg). Esta es la especie más grande de Borneo, distinguida por la línea postmedial en el ala anterior que es biangular e ininterrumpido y el antemedial es único, fuerte y completo. La línea postmedial del ala posterior está definido de manera similar y nítida. Hay cierta similitud en apariencia con B. contectaria de la India y B. luculentus de Tailandia. Se distingue también porque su protuberancia en el ala entre M1 y M3 de la línea posmedial del ala anterior es relativamente aguda, que suele ser roma o bilobulada.: Notas 1 